# Туркевич Лев Іванович
Лев Іванович Туркевич (4 травня 1901, Броди, нині Львівська область — 4 листопада 1961, Торонто, Канада) — український композитор, диригент, шахіст. Брат Ірини Туркевич-Мартинець і Стефанії Туркевич-Лукіянович.

## Біографічні відомості
Лев Туркевич народився у священничій сім'ї: його батько о. Іван Емануїл Туркевич (1872—1936) і його дід о. Лев Туркевич були греко-католицькими священниками. Мати — Софія Кормош. Сім'я здавна пишалася високою освіченістю та музикальністю. Хлопчик змалку активно займався музикою: семирічним виступав як соліст на львівській сцені та грав на фортепіано композиції Шопена, Бетховена, Моцарта.
З 1911 року сім'я проживає при соборі святого Юра разом з дідусем, а його батько стає катехитом у Другій українській гімназії, знаній ще як «філії»: туди пішов вчитися і його син.
У гімназії Лев Туркевич виявив ще й математичні здібності, став математиком-відмінником. Склавши з відзнакою матуру в 1919 році, розпочав навчання у підпільному Українському університеті: виклади відбувалися по церквах, приватних будинках, українських інституціях. У 1922 році юнака залічено в студенти Віденського університету: філософський факультет, спеціальність — музикологія. Навчався ще у Вищому музичному інституті ім. М. Лисенка, Львівській консерваторії та музичній академії у Відні (гри на фортепіано він навчався у професора Вюрера, а композиції — у професора Маркса).
Не забуваючи і про свою пристрасть — математику — Лев Туркевич у Відні відвідував лекції на математичному відділі, а повернувшись до Львова, записується на подальші студії до Львівського університету на математичний факультет. Математичний хист студента допомагав і в музичному мистецтві, і в шахових турнірах, у яких щораз частіш здобував перемоги. Знаходив час і на розваги: більярд, теніс, шахи.

## Музична праця
Розпочинає музичну працю інструктором хорів: з 1927 — диригент хорів «Боян» і «Бандурист» у Львові, і опер у Львові (нині — Львівський національний академічний театр опери та балету імені Соломії Крушельницької), Бидгощі, Варшаві й Познані.
1941–1944 — диригент симфонічних концертів у Львові й музичний керівник Львівської опери, де брав участь у постановці балетів «Дон Кіхот», «Пер Гюнт», «Коппелія» (1942), «Серпанок П'єретти» (музична композиція, 1943).
З 1944 року — на еміграції. У 1945 році організував хор «Ватра» з яким гастролював у Німеччині, Швейцарії, Австрії. З 1948 року проживав у маленькому містечку Канади. Керував хорами, симфонічними оркестрами.
З 1950 року — в Едмонтоні та Торонто; диригував хорами, симфонічними концертами, операми, гармонізував та аранжував численні народні пісні та інші твори.